# Alfred Rücker (Senator)

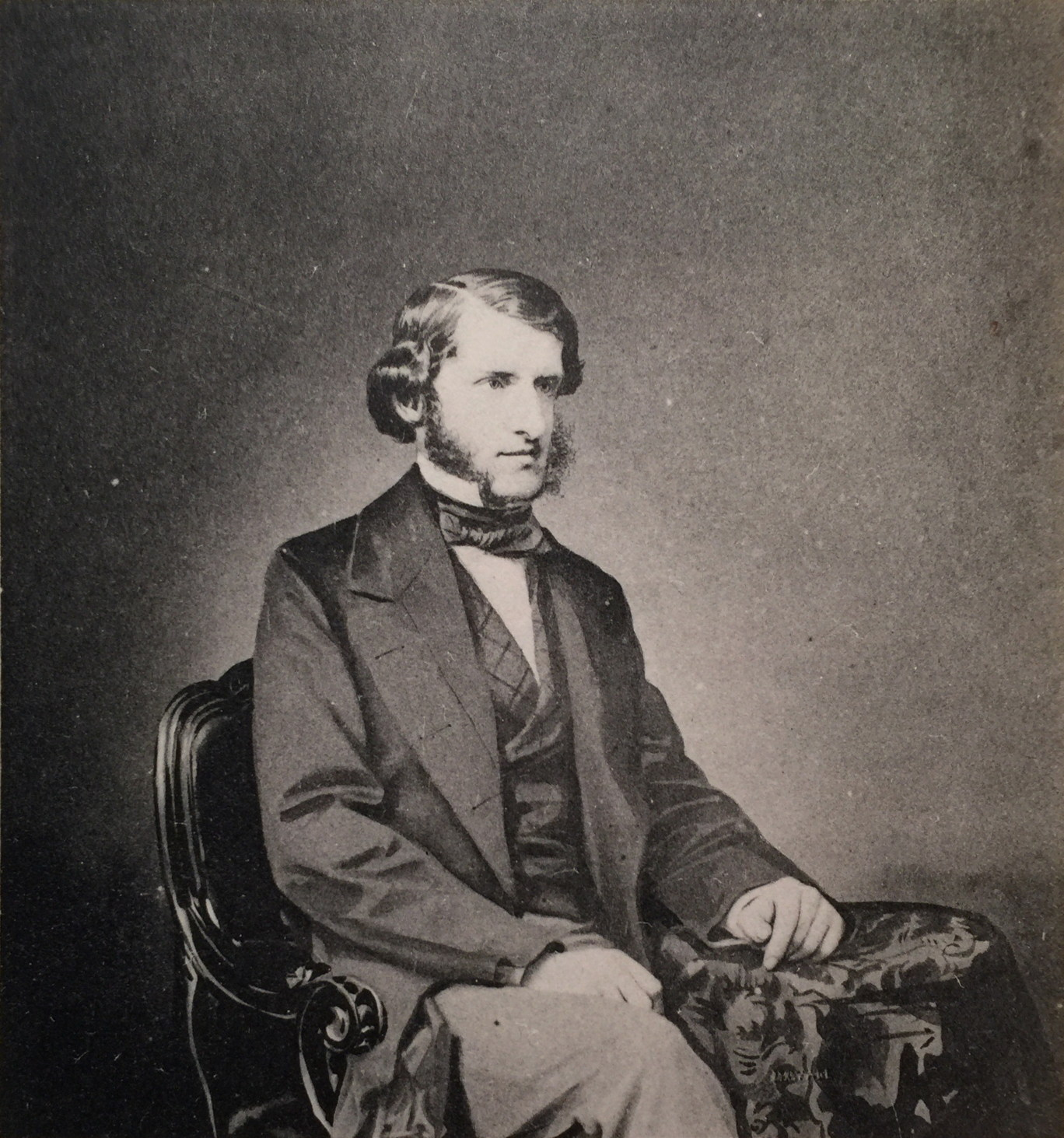
Alfred Rücker

Alfred Rücker (* 25. Juni 1825 in Wendemuth bei Wandsbek; † 20. Mai 1869 während einer Bahnfahrt zwischen Uelzen und Lüneburg) war ein deutscher Jurist, Diplomat und Senator der Freien und Hansestadt Hamburg.

## Leben
Rücker wuchs in Hamburg auf, bevor er bis Ostern 1845 das Katharineum in Lübeck besuchte. Anschließend studierte er die Rechte und schloss sein Studium 1848 in Heidelberg mit seiner Promotion ab. Im folgenden Jahr erhielt er das Hamburgische Bürgerrecht und ließ sich in Hamburg als Anwalt nieder.
1852 wechselte er in den Diplomatischen Dienst und wurde hamburgischer Geschäftsträger in Berlin. Da Rücker erfolgreich agierte, wurde er, nachdem James Colquhoun 1855 verstorben war, zu dessen Nachfolger als Ministerresident am Hof von St. James in London berufen. Er wurde auch von Bremen und Lübeck berufen, so dass er hanseatischer Generalkonsul und Gesandter wurde. Vor allem dank Rückers erfolgreichen Verhandlungen in London konnte 1861 der für Hamburg ungünstige Stader Elbzoll abgelöst werden. Am 19. Dezember 1860 wurde Rücker in den neugebildeten Hamburger Senat gewählt und kehrte nach Hamburg zurück. Rücker gehörte dem Senat bis zu seinem Tode an.

## Familie
Rücker stammte aus einer einflussreichen Hamburger Kaufmannsfamilie; sein Vater Johann Wilhelm Rücker war königlich dänischer Konsul in Hamburg. Seine Mutter Emilie Rücker war eine geborene Jenisch, Tochter des Senators Martin Johann Jenisch dem Älteren. Martin Johann Jenisch der Jüngere war sein Onkel, seine Tante Marianne war mit dem Ministerresidenten Carl Godeffroy verheiratet. Rückers ältere Schwester Louise heiratete Bernhard Ernst von Bülow, eines ihrer Kinder, Rückers Neffe, war der spätere Reichskanzler Fürst Bernhard von Bülow. Rückers Cousine Marie Jenisch war mit Adolf Graf Grote verheiratet. Sein Sohn Martin Johann wurde, nachdem der Hamburger Zweig der Jenisch im Mannesstamme erloschen war, Erbe des Johann Martin Jenisch Fideikommiss und änderte seinen Namen in Jenisch um.